# Bardzka Kalwaria

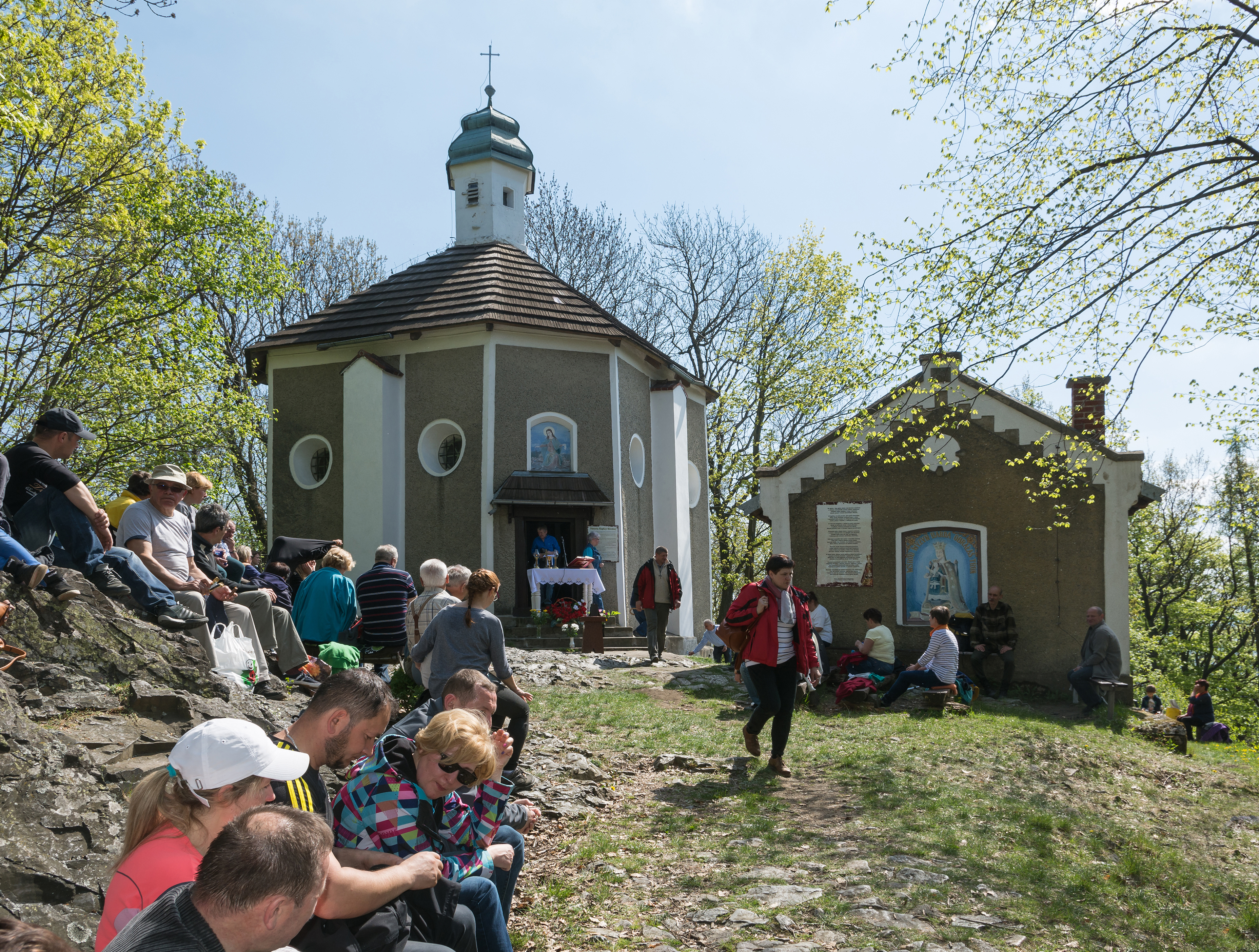
Kaplica NMP na Górze Bardzkiej

Bardzka Kalwaria − ścieżki kalwaryjskie w południowo-zachodniej Polsce w woj. dolnośląskim, w powiecie ząbkowickim.
Strome ścieżki pątnicze prowadzą z Barda doliną Srebrnika i z Janowca przez Kogucią Ostrogę do kaplicy górskiej, na szczycie Góry Bardzkiej, zwanej Górą Kalwaryjską.  Na górze znajduje się 13 kaplic, rozłożonych na dystansie 1740 m.  Były one budowane od 1900 roku staraniem zakonu redemptorystów. Kaplice reprezentują różne style, jednak w większości cechuje je eklektyzm. Najstarsze z nich to: Kaplica Zwiastowania i Kaplica Dźwigania Krzyża. Na szczycie góry rzeźby dużych białych postaci przedstawiających scenę ukrzyżowania.